# آرثر نيبي
 (13 نوفمبر 1894 - 21 مارس 1945) كان الموظف الرئيسي في جهاز الأمن والشرطة في ألمانيا النازية ومرتكب المحرقة.
ارتقى نيبي بين صفوف قوات الشرطة في برلين وبروسيا ليصبح رئيسًا للشرطة الجنائية الألمانية النازية (إدارة التحقيقات الجنائية؛ كريبو) في عام 1936، والذي تم دمجه في مكتب الأمن الرئيسي في الرايخ (RSHA) في عام 1939. قبل الغزو الألماني للاتحاد السوفيتي عام 1941، تطوع نيبي ليكون بمثابة الضابط القائد في أينزاتسغروبن B. تم نشر وحدات القتل لمجموعة جيوش المنطقة الخلفية الوسطى، في بيلاروسيا الحديثة، وأبلغت عن أكثر من 45000 ضحية بحلول نوفمبر 1941. في أواخر عام 1941، أعيد نيبي إلى برلين واستأنف مسيرته المهنية في مستشفى RSHA. قاد كريبو حتى تم إدانته وإعدامه بعد محاولة فاشلة لقتل أدولف هتلر في يوليو 1944.
بعد الحرب، كانت مسيرة نيبي ومشاركته في مؤامرة 20 يوليو موضوع العديد من الروايات من قبل أعضاء المؤامرة، الذين صوروه على أنه رجل شرطة محترف ومكرس مناهض للنازية. إن المفاهيم التي مفادها أن دوافع نيبي كانت أي شيء آخر غير الإيديولوجية النازية، قد فقدت مصداقيتها من قبل المؤرخين الذين وصفوه بأنه قاتل انتهازي و«نشط» و«قاتل جماعي» و«سيئ السمعة» مدفوع بالعنصرية والوظيفية.

## قبل الحرب العالمية الثانية

### مهنته في الشرطة
وُلد نيبي في برلين عام 1894، وهو ابن مدرس في برلين، وتطوع للخدمة العسكرية وخدم بامتياز خلال الحرب العالمية الأولى.  في عام 1920، انضم نيبي إلى قوة المباحث في برلين، وهي إدارة التحقيقات الجنائية (كريبو؛ الشرطة الجنائية). حصل على رتبة مفتش الشرطة في عام 1923 ورتبة مفوض الشرطة في عام 1924.  

## روابط خارجية
- آرثر نيبي على موقع مونزينجر (الألمانية)

### اقتباسات
1. ↑  TracesOfWar | Arthur Nebe، QID:Q98839586
2. ↑   https://www.cia.gov/readingroom/docs/WHO%27S%20WHO%20IN%20NAZI%20GERMANY%201944_0001.pdf. {{استشهاد ويب}}: |url= بحاجة لعنوان (مساعدة) والوسيط |title= غير موجود أو فارغ (من ويكي بيانات) (مساعدة)
3. ↑  Lewy 2000.
4. ↑  Browder 1990.
5. ↑  Zentner & Bedürftig 1997.